# Дъндас (остров, Британска Колумбия)

Остров Дъндас (на английски: Dundas Island) е 33-тият по големина остров край западните брегове на Канада в Тихия океан. Площта му е 148 км2, която му отрежда 131-во място сред островите на Канада. Административно принадлежи към канадската провинция Британска Колумбия. Необитаем.
Дъндас е най-големият остров от групата о-ви Дъндас, разположени в източната част на протока Диксън-Ентранс, разделящ о-вите Кралица Шарлота на юг от архипелага Александър (територия на американския щат Аляска) на север. На 15 км на север е щата Аляска, а широкият 19 км проток Чатъм, го отделя от континенталната част на Канада. На 6,5 км на северозапад, зад протока Кааманьо е малкия остров Зайъс, а на югоизток от протока Хъдсън Бей са по-малките острови Барон, Дунира и други. Островът има простиране от североизток на югозапад на 22 км, а максималната му ширина е 12 км.
Бреговата линия с дължина 10 км е доста разчленена. С изключение на залива Брундейл, който се намира на северното крайбрежие, няма други по-големи заливи, но за сметка на това по западното му крайбрежие има стотици много малки заливчета, полуострови, островчета, скали и рифове, които увеличават дължината на бреговата му линия и тя става 1,48 км2 площ на 1 км бряг.
Релефът е предимно хълмист с максимална височина от 464 м (връх Маунт Хенри) в югозападната част.
Климатът е умерен, морски, влажен, предпоставка за пълноводни почти през цялата година къси реки. През зимния сезон падат обилни снегове. Голяма част от острова е покрита с гъсти иглолистни гори, които предоставят идеални условия за богат животински свят.
Островът е открит през 1792 г. от британската провителствена експедиция, възглавявана от Джордж Ванкувър, който кръщава острова и целия архипелаг в чест на Хенри Дъндас, 1-ви виконт на Мелвил (1742 – 1811), известен по това време шотландски адвокат и политик във Великобритания, като в периода от 1783 до 1801 г. ръководи финансовия отдел във флота.